# Machine de l'Ohio
Le Machine de l'Ohio est une équipe de crosse professionnelle affiliée à la Major League Lacrosse. Elle a intégré la ligue lors de la saison 2012. Depuis le 6 mai 2017, les matchs à domicile sont joués au Fortress Obetz, stade municipal d'Obetz.

## Histoire de la franchise
En 2011, le bureau de la Major League Lacrosse a approuvé la création de deux nouvelles équipes pour la saison 2012 dont le Machine de l'Ohio qui devait reprendre les couleurs du défunt Machine de Chicago.
Le Machine de Chicago avait joué plusieurs matchs au Crew Stadium durant la saison 2010 mais le Selby Stadium qui venait de subir d'importantes rénovations fut finalement choisi.
La franchise acquiert ses premiers joueurs à l'automne 2012. Elle annonce d'abord l'arrivée des Greg Bice, Anthony Kelly, Stefan Schroder et Brett Garber. Tous, à l'exception de Graber, sont issus de l'Université d'État de l'Ohio.
Une semaine après ces premières arrivées, Kyle Hartzell, MVP 2010 de la finale du championnat rejoint l'équipe.
Lors de l'Expansion Draft, elle sélectionne l'attaquant Connor Martin issu de l'Université Chapman.
Elle termine la constitution de son premier roster en janvier 2012 avec la Collegiate Draft à l'occasion de laquelle elle sélectionne neuf nouveaux joueurs.
Les premiers camps d'entraînements de l'équipe se déroulent les 14 et 15 avril et les 21 et 22 avril 2012. 
La franchise joue son premier match le 5 mai 2012 face aux Bayhawks de Chesapeake. Elle s'incline sur le score de 23 à 11. 
Son premier match à domicile, le 19 mai 2012, se conclut par une victoire face aux Rattlers de Rochester.

## Entraîneurs
- Ted Gerber : 2012-2013
- Bear Davis : depuis 2013